# Grön vassbock
Grön vassbock (Donacia clavipes) är en skalbaggsart som beskrevs av Fabricius 1792. Den ingår i släktet rörbockar och familjen bladbaggar.

## Beskrivning
En avlång skalbagge med parallella täckvingekanter samt långa antenner och ben, som är övervägande ljust rödbruna. Halsskölden är rynkig, medan resten av kroppen är metallglänsande i ljusgrönt eller koppar. Arten är lång för att vara en rörbock, med en kroppslängd från 8,5 till 12 mm.

## Ekologi
Habitatet utgörs av stillastående eller långsamflytande sötvatten och brackvatten, som sjöar och mindre vattensamlingar, vattendrag samt grund havsbotten i skyddat läge ner till 30 m. De fullbildade skalbaggarna är främst aktiva under juni och juli, och sitter gärna på bladvass där de gnager på unga skott. De kan också gömma sig i växternas bladveck.
Larverna utvecklas under vatten på rötterna till bladvass. Utvecklingen omfattar två övervintringar, den sista som fullbildad skalbagge i kokongen.

## Utbredning
Utbredningsområdet omfattar Mellan- och Nordeuropa från Brittiska öarna över bland annat Norden och Baltikum österut till västra Sibirien och Kazakstan
I Sverige finns den i större delen av landet utom fjällområdena, och i Finland har den blivit observerad från Åland och sydkusten norrut upp till ungefär Norra Österbotten.
Arten är klassificerad som livskraftig (LC) både i Sverige och i Finland.

## Bildgalleri

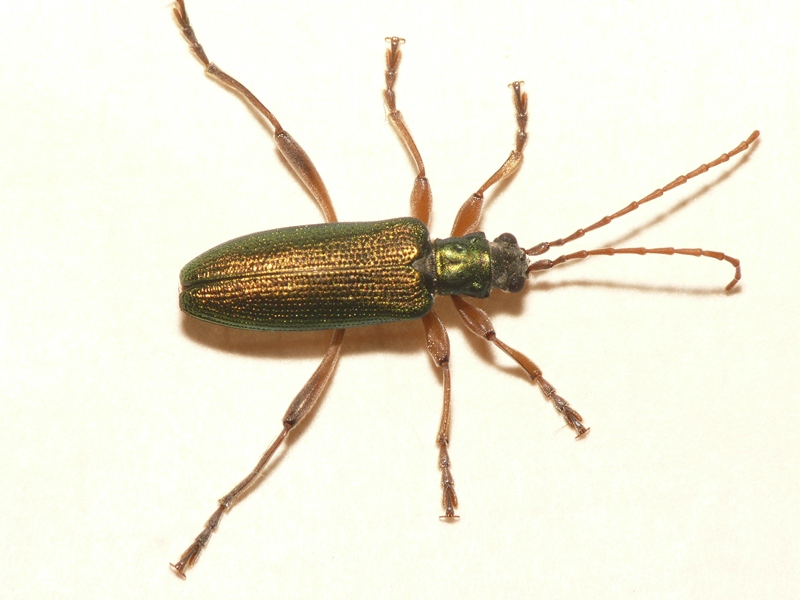
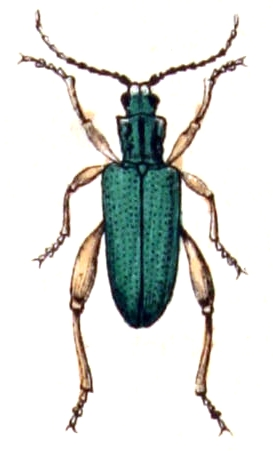